# Neue Japan-Partei
Die Neue Japan-Partei (jap. 日本新党, Nihon Shintō, abgekürzt: 日本新, Nihon Shin, oder 日新, Nisshin, engl. Japan New Party, JNP) war eine politische Partei in Japan von 1992 bis 1994 und eine der ersten Parteien des Booms neuer Parteien (新党ブーム, Shintō būmu) Anfang der 90er Jahre, als eine Serie von politischen Skandalen die regierende Liberaldemokratische Partei (LDP) erschütterte.
Am 7. Mai 1992 verkündete der damalige Gouverneur von Kumamoto, Morihiro Hosokawa (LDP), in der Zeitschrift Bungei Shunjū die Gründung einer Liberal-Sozialen Vereinigung (自由社会連合, Jiyū Shakai Rengō) und schrieb gleichzeitig einen öffentlichen Wettbewerb zur Bestimmung des Namens der neuen Partei aus. Dieser wurde im selben Monat zu Gunsten von „Neue Japan-Partei“ entschieden. Die offizielle Gründung der Partei erfolgte am 22. Mai, Hosokawa wurde Parteivorsitzender.
Bei den Oberhauswahlen am 26. Juli 1992 errang die Nisshin mit über drei Millionen Stimmen (7,73 %) vier Sitze und damit den größten Erfolg für eine Partei außerhalb des etablierten Parteiensystems. Mit diesem Achtungserfolg begann die größte Umwälzung der japanischen Parteienlandschaft seit 1955; denn nun fühlten sich andere Politiker ermutigt, der skandalgeschüttelten LDP den Rücken zu kehren. Im Juni 1993 verließen Tsutomu Hata und Ichirō Ozawa mit ihrer Faktion die LDP und gründeten die Erneuerungspartei, wodurch die LDP ihre absolute Mehrheit verlor und Neuwahlen ausgelöst wurden.
Bei den Unterhauswahlen am 18. Juli 1993 erhielt die Nisshin aus dem Stand 35 der 511 Sitze. Hosokawa wurde am 9. August Premierminister in einer Koalition aller bisheriger Oppositionsparteien mit Ausnahme der Kommunisten. Die Regierung aus Nisshin, Erneuerungspartei, Kōmeitō, Sozialisten, Demokratischen Sozialisten, Neue Partei Sakigake und Sozialdemokratischem Bund war jedoch politisch zu divers, um stabil zu bleiben: Nach gut acht Monaten, am 15. April 1994, kündigte Hosokawa seinen Rücktritt an. An der folgenden Minderheitsregierung von Tsutomu Hata ohne die Sozialistische Partei beteiligte sich die Neue Japan-Partei erneut und stellte einen Minister. Schon im Juni 1994 war auch diese Regierung Geschichte, die LDP kehrte durch ein Bündnis mit Sozialisten und Sakigake-Partei an die Regierung zurück.
Die nun wieder in die Opposition gezwungenen Parteien formierten sich in der Folge neu. Schon im Mai 1994 war der Sozialdemokratische Bund der Neuen Japan Partei beigetreten. Am 9. Dezember 1994 löste sich diese offiziell auf und gründete einen Tag später zusammen mit Erneuerungspartei, Demokratisch-Sozialistischer Partei und Teilen der Kōmeitō die Neue Fortschrittspartei.

## Weitere führende Mitglieder der Neuen Japan Partei
- Kunitarō Takeda, stellvertretender Vorsitzender (daihyō-daikō) bei Gründung, später war Satsuki Eda (ehemals Sozialdemokratischer Bund) alleine Vizevorsitzender (fuku-daihyō), noch später zusammen mit Yuriko Koike
- Satoshi Arai, daihyō-kanji (entspricht hier dem Generalsekretär)
- Sakihito Ozawa, Vorsitzender des seisaku-iinkai („politischer Ausschuss“)
- Hiroshi Yamada, Vorsitzender des rippō chōsa iinkai („Legislativforschungsausschuss“)
- Hiroshi Imai, Vorsitzender des seisaku-iinkai bei Auflösung